# Chilakaluripet
Chilakaluripet là một thành phố và khu đô thị của huyện Guntur thuộc bang Andhra Pradesh, Ấn Độ.

## Nhân khẩu
Theo điều tra dân số năm 2001 của Ấn Độ, Chilakaluripet có dân số 89.888 người. Phái nam chiếm 50% tổng số dân và phái nữ chiếm 50%. Chilakaluripet có tỷ lệ 59% biết đọc biết viết, thấp hơn tỷ lệ trung bình toàn quốc là 59,5%: tỷ lệ cho phái nam là 68%, và tỷ lệ cho phái nữ là 50%. Tại Chilakaluripet, 11% dân số nhỏ hơn 6 tuổi.